# مسييه 15

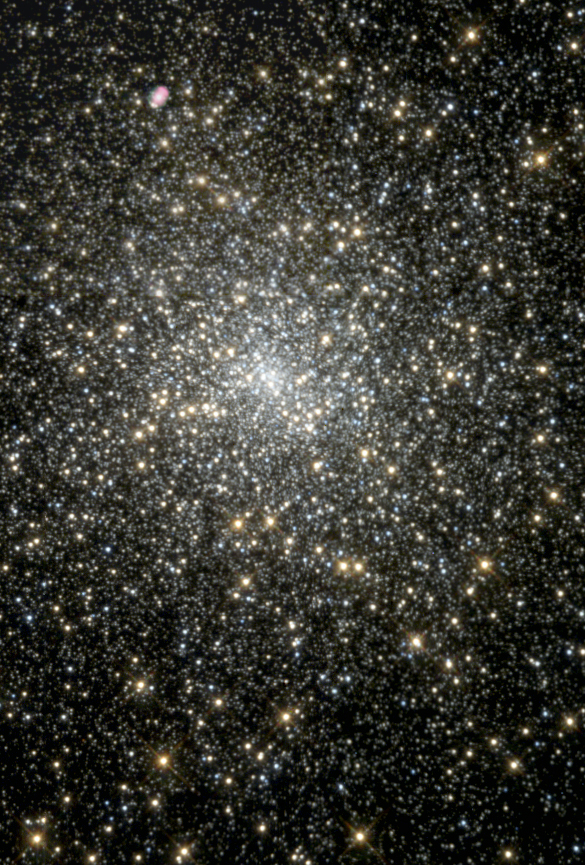
مسييه 15، صورة من مرصد هابل الفضائي 1998

مسييه 15 (و يعرف كذلك إن جي سي 7078) هو تجمع كروي من النجوم يوجد في كوكبة الفرس الأعظم (بيجاسوس ). اكتشفه جان دومينيك مارالدي في عام 1746 تكون التجمع منذ 13.2 مليار سنة مما يجعلها واحدة من أقدم وأكبر .
حيث به أكثر من 100.000 نجم, التجمعات النجمية في الكون وهو على بعد 33,600 سنة ضوئية من كوكب الأرض 

؛ ويقدر عمر الكون بنحو 7و13 مليار سنة.
يظهر في المنظار وكأن حجمه 7 دقيقة قوسية ولكنه يظهر في الألواح الفوتوغرافية بحجم 12 دقيقة قوسية.

## معرض صور

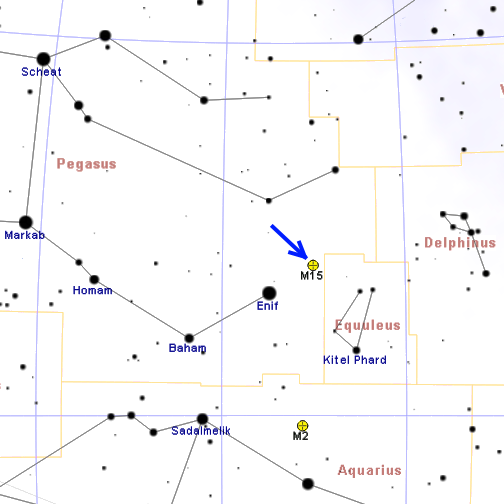
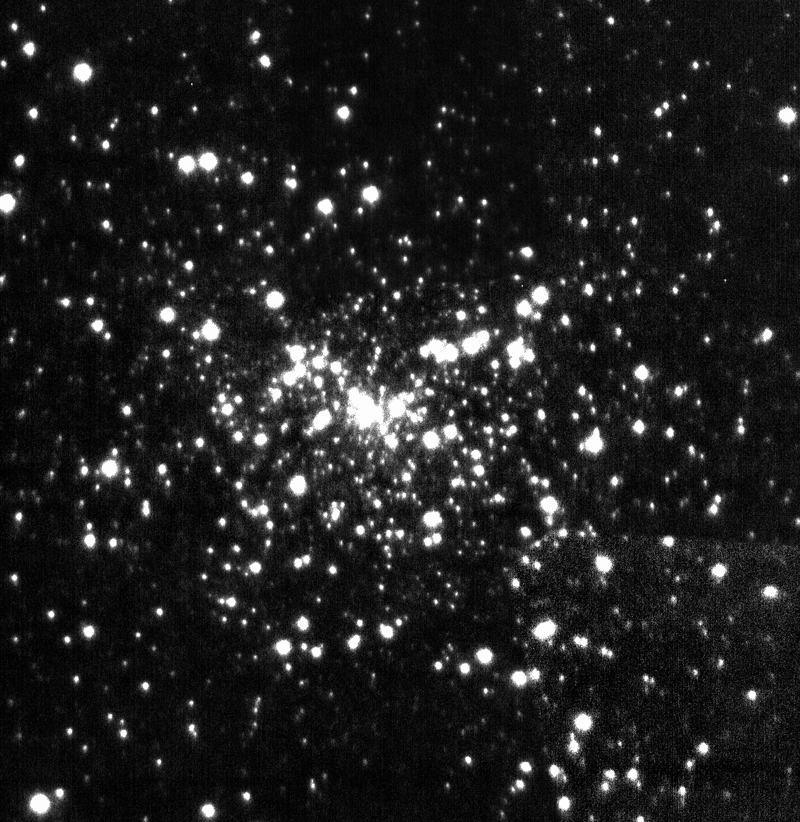
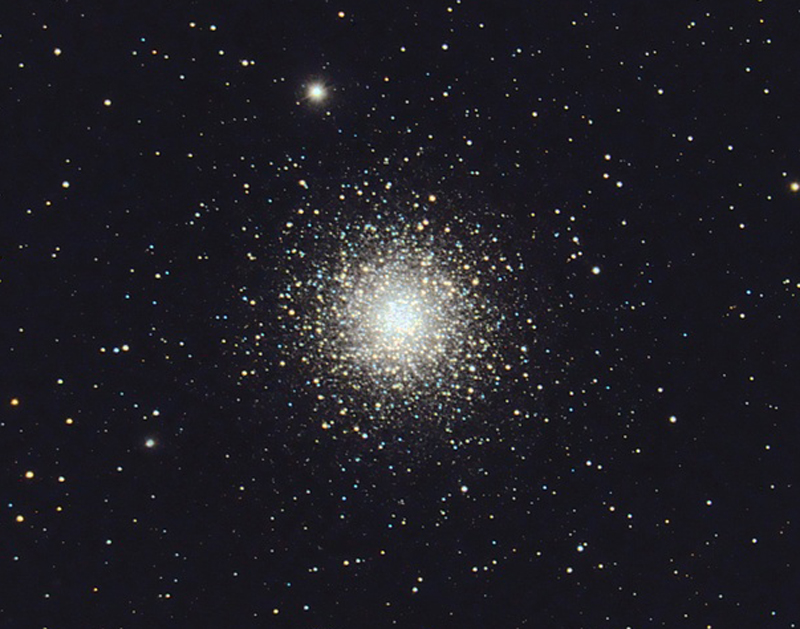

## اقرأ أيضا
- علم الفلك للأشعة السينية
- كويكبات
- نجم
- مجرة
- قزم أبيض
- عملاق أحمر
- الانفجار العظيم
- خط زمني للانفجار العظيم
- نجم نيوتروني
- ثقب أسود